# Bulgari
I bulgari (in bulgaro българи?) sono il gruppo etnico di maggioranza della Bulgaria e parlano il bulgaro (lingua slava meridionale).
Vi sono significative comunità di immigrati bulgari in molti paesi europei, così come negli Stati Uniti, Canada e Australia. È una popolazione formatasi sulla penisola Balcanica nel periodo VII-IX secolo dalla fusione dei tre grandi gruppi etnici: Traci, Slavi e Proto-bulgari.

## Origini e storia

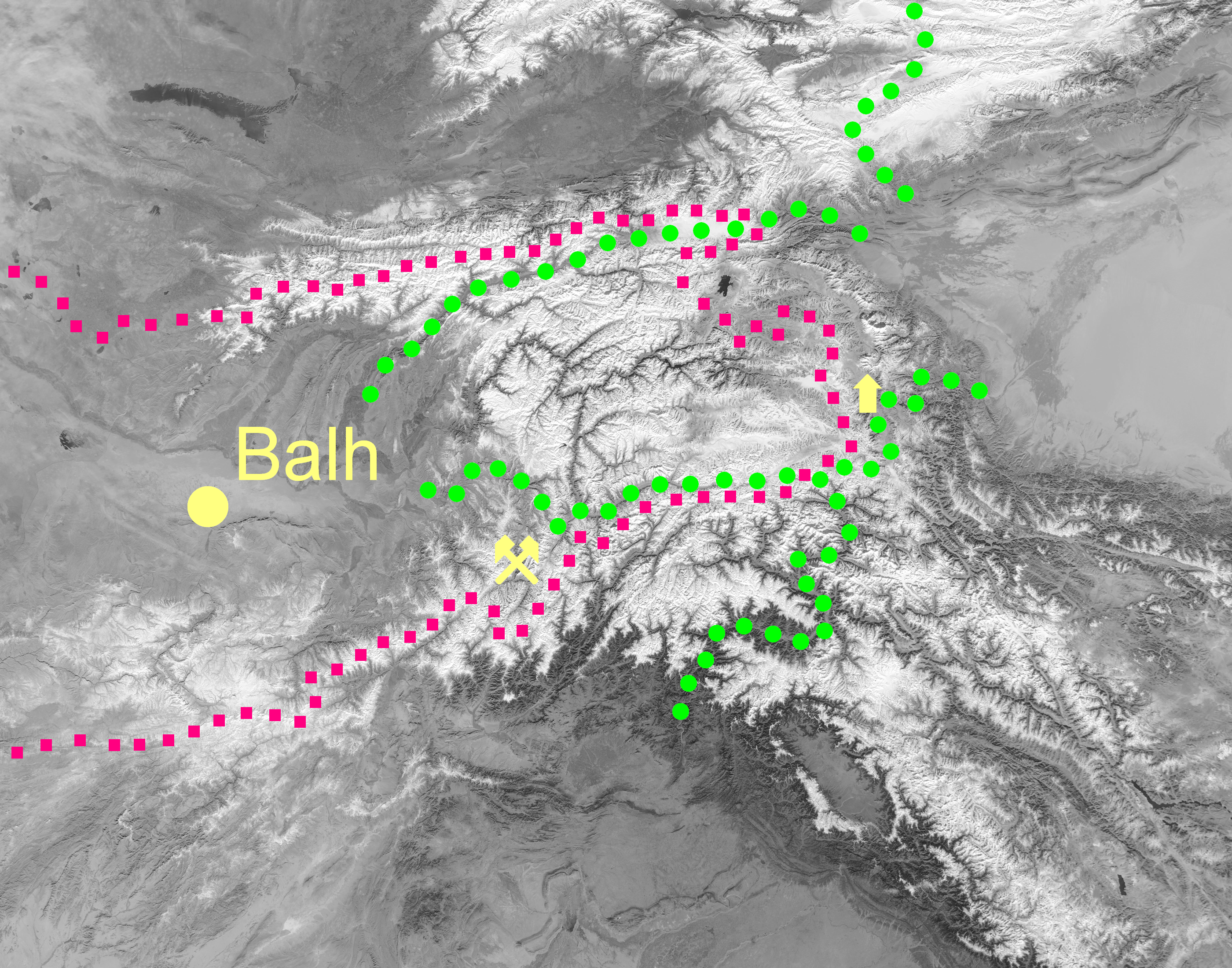
L'antica zona di origine dei Proto-bulgari sull'Hindu Kush e il Pamir, secondo la mappa dell'Asia centrale dell'atlante geografico armeno Ashharatsuyts (V-VII secolo).

I bulgari sono principalmente discendenti delle tribù slave, ma il loro etnonimo deriva dai Bulgari, il popolo scita con elementi iraniani. Questo popolo era migrato dall'Asia centrale fino al Caucaso del nord durante il I secolo e si era stabilito definitivamente nei Balcani, verso il VI secolo, dove si era unito ad alcune tribù slave. Nel 681 fu fondato il Primo Impero bulgaro grazie al capo Asparuh. Anche i popoli indigeni dei Traci, che in parte erano vissuti nel territorio dell'odierna Bulgaria prima della grande invasione degli Slavi, contribuirono alla formazione del gruppo etnico bulgaro. La loro lingua era già estinta prima dell'arrivo degli Slavi. Essi, al pari di altre popolazioni scitiche, erano dotati di una forte compagine militare.
I Proto-bulgari si erano alleati all'imperatore bizantino Costante II, Ma la loro aggressività li trasformò presto in una minaccia per Bisanzio: l'imperatore Niceforo I il Logoteta venne da essi catturato e brutalmente giustiziato (811). Da allora i Bulgari conquistarono la zona balcanica assoggettando tutte le popolazioni slave o slavizzate che lì risiedevano.
I metodi di riconoscimento attraverso il DNA dimostrano che i Bulgari sono strettamente correlati ai gruppi etnici dei Macedoni, dei Russi e dei Serbi, più che alle popolazioni europee che vivevano sulle coste del mar Mediterraneo. Gli antropologi dichiarano che i Bulgari hanno caratteristiche tipiche dei gruppi etnici del sud Europa con influenze di minore forza di altri gruppi etnici. Fra questi si possono menzionare i Cumani, i Peceneghi, i Russi e i Tatari. Tutti questi, eccetto una piccola parte di Russi e di Tatari, sono stati interamente assimilati in un unico gruppo e non sono più considerati gruppi etnici a sé stanti. I Cumani e Peceneghi sono considerati anche i principali antenati dei Gagauzi. Altre minoranze etniche in Bulgaria includono i Turchi, i Rom, gli Armeni. Sebbene abbiano preservato la loro identità culturale, queste minoranze vengono lentamente assimilate al gruppo etnico bulgaro, processo reso possibile anche dai numerosi matrimoni tra esponenti di etnie diverse, come quelli tra Armeni, Russi e Bulgari.

## Popolazione

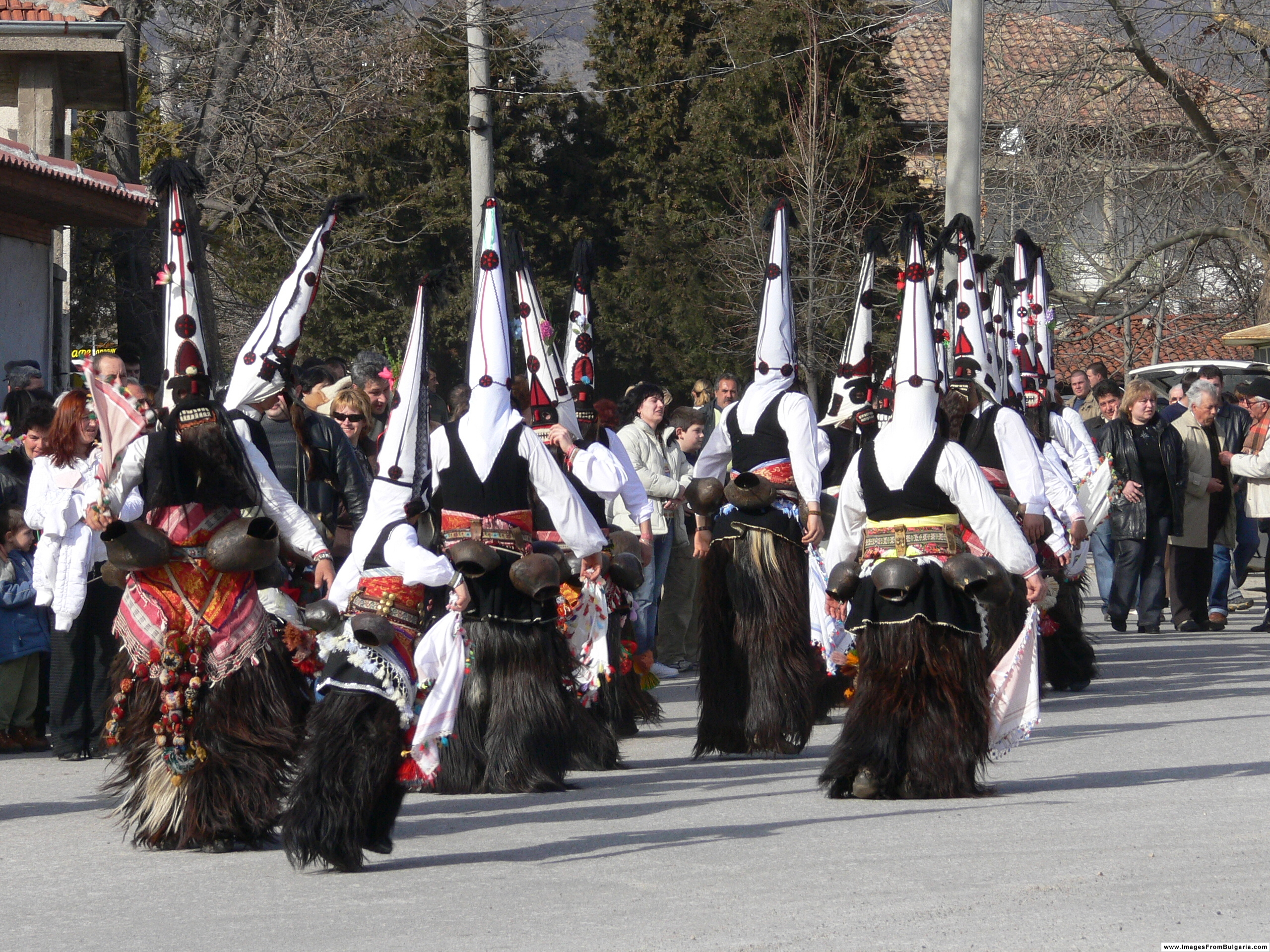
Bulgari che praticano il kukeri, rituale tradizionale che serve a cacciare via gli spiriti maligni

La grande maggioranza dei Bulgari vive nella Repubblica di Bulgaria. Vi sono significative minoranze bulgare in Ucraina e in Moldavia (Bulgari di Bessarabia), in Romania (Bulgari dei banati), Grecia, Serbia, Albania e Ungheria.
Molti Bulgari sono i sopravvissuti di una diaspora che è avvenuta con una serie di migrazioni fino agli anni novanta. Una prima corrente di migrazioni si diresse verso gli Stati Uniti, il Canada, l'Argentina e la Germania, ed era composta in parte da rifugiati politici e dalle loro famiglie (circa 160.000 persone, fino al 1989). Un'altra corrente migratoria, stimata in circa 700.000 persone, può essere suddivisa in due categorie: una migrazione costante avvenuta all'inizio degli anni novanta, diretta principalmente negli Stati Uniti, in Canada, in Austria e in Germania; un'altra, avvenuta verso la fine degli anni 90 e composta da lavoratori in cerca di occupazione, diretta soprattutto in Grecia, Italia, Regno Unito e Spagna. La maggioranza della popolazione urbana bulgara può essere trovata a Sofia, 1.236.000), Plovdiv (341.000) e Varna (335.000).
La stima totale dei bulgari dipende unicamente dalla considerazione delle comunità sparse per il globo, risultato delle numerose correnti migratorie negli ultimi venti anni.

## Cultura

### Contributi all'umanità
Durante il Medioevo la Bulgaria era il più importante centro culturale dei popoli slavi e dell'Europa fino alla fine del X secolo. La casa dei Basarabidi (La dinastia che creò e governò il principato di Valacchia) ha avuto origine bulgara. Le due scuole letterarie di Preslav e Ocrida svilupparono una ricca attività culturale con scrittori come Costantino di Preslav, Giovanni l'Esarca, Černorizec Hrabar, Clemente di Ocrida e San Naum di Ocrida. Nella prima metà del X secolo, l'alfabeto cirillico si sviluppò nel nord-est della Bulgaria sulla base dell'alfabeto glagolitico e dell'alfabeto greco. Lo stesso viene oggi usato per scrivere in cinque importanti lingue di origine slava: bielorusso, macedone, russo, serbo e ucraino, così come in altre 60 lingue parlate negli Stati della ex-Unione Sovietica.
La Bulgaria ebbe notevole influenza anche sugli stati vicini fino alla fine del XIV secolo, con la Scuola letteraria di Tărnovo, con i lavori di Patriarch Evtimij, Grigorij Camblak, Konstantin Kostenečki. L'influenza culturale bulgara fu estremamente marcata in Valacchia e Moldova dove l'alfabeto cirillico fu usato fino al 1860, mentre la Lingua slava ecclesiastica fu la lingua ufficiale della cancelleria imperiale e della Chiesa fino alla fine del XVII secolo, più del latino. I Bulgari diedero un notevole contributo alla società anche nei tempi moderni. Julia Kristeva e Cvetan Todorov sono tra i più importanti filosofi dell'Europa dell'est nel XX secolo. Nicolai Ghiaurov, Boris Christoff, Raina Kabaivanska e Ghena Dimitrova diedero un prezioso contributo all'opera lirica, con Ghiaurov e Christoff che sono considerati tra i maggiori bassi nel [periodo] del dopoguerra. Gli artisti Christo e Jeanne-Claude sono tra i maggiori rappresentanti della cosiddetta arte ambientale con progetti come l'imballaggio del Reichstag di Berlino.
Nello sport, Hristo Stoichkov è stato uno dei migliori giocatori di calcio della prima metà degli anni novanta, giocando nella sua nazionale (con la quale è arrivato in semifinale ai campionati del mondo del 1994, eliminato dall'Italia) e in squadre di club come il Barcellona e il Parma. L'atleta del salto in alto Stefka Kostadinova è stata una delle dieci migliori atlete della sua categoria nel XX secolo ed ancora oggi mantiene diversi record.
Anche i Bulgari in comunità estere sono stati molto attivi. Scienziati statunitensi di origine bulgara includono John Atanasoff, Peter Petroff, e Assen Jordanoff. Lo scrittore Stephane Groueff, invece, ha pubblicato il Progetto Manhattan, libro di successo sulla costruzione della prima bomba atomica, e Le corone di Thorns, storia dello zar Boris III di Bulgaria.

### Lingua
I Bulgari parlano la lingua bulgara, scritta con caratteri cirillici; essa è strettamente correlata al macedone, la lingua che viene attualmente parlata nella Repubblica di Macedonia. La lingua bulgara è correlata anche alla lingua russa, a causa delle influenze che i Bulgari hanno avuto sulla società russa antica sin dal 988, anno del Battesimo di Kiev e della conseguente fondazione della Metropolia della Tauroscizia con sede a Kiev, dove i prelati erano quasi tutti di nazionalità bulgara.
Sebbene sia una lingua slava, il bulgaro mostra alcuni aspetti che la rendono unica e diversa rispetto alle altre lingue della stessa famiglia. Fino al 1878, il bulgaro fu influenzato dal turco. Se anticamente la lingua bulgara ha prestato molti vocaboli alla lingua russa, quest'ultima, più recentemente, ne ha presi dal tedesco e dal francese.
Alcuni membri di comunità bulgare al di fuori dei confini nazionali (soprattutto in Stati Uniti, Canada e Argentina) non parlano il bulgaro come lingua madre, ma sono ancora considerati appartenenti al gruppo etnico bulgaro.

### Nomi
Vi sono differenti tipi di prenomi bulgari. La grande maggioranza di essi ha origini cristiane (come Lazar, Ivan, Anna, Maria, Ekaterina) o slave (Vladimir, Svetoslav, Velislava). Dopo la liberazione nel 1878, alcuni nomi storici bulgari furono riesumati. Il nome Boris, di origine proto-bulgara, cominciò a diffondersi anche all'estero; due esempi possono essere lo zar Boris Godunov e il tennista tedesco Boris Becker.
Molti cognomi maschili bulgari hanno il suffisso -ov (in cirillico: -ов). Questo suffisso è spesso trascritto in -off (ad esempio John Atanasov — John Atanasoff). Il suffisso "ov" è il suffisso del caso genitivo slavo, come Ivanov (in bulgaro: Иванов) che letteralmente significa "di Ivan". Se un tale cognome appartiene invece ad una donna, il suffisso sarà in "ova" (esempio: Teodora Borisova).
Altri cognomi usuali hanno il suffisso -ev (in cirillico: -ев), per esempio Stoev, Ganchev, Peev, e così via. In questi casi il cognome femminile finisce in -eva (in cirillico: -ева), per esempio: Galina Stoeva. Il cognome dell'intera famiglia, invece, finisce in  evi (in cirillico: -еви), per esempio: la famiglia Stoevi (in bulgaro: Стоеви).
Un altro suffisso dei cognomi bulgari, meno comune, è -ski che finisce con una –a quando è attribuito ad una donna (Smirnenski diventa Smirnenska). La forma plurale di questo suffisso non cambia e resta -ski, ad esempio la famiglia Smirnenski (in bulgaro: Смирненски).
Il suffisso -ic non è comune in Bulgaria, mentre lo è nei cognomi dei serbi e a questo non viene aggiunta una –a finale se viene applicato ad una donna.
Anche il suffisso –in è usato, sebbene più raramente. Quest'ultimo viene adoperato per dare il nome ad un bambino con una madre non sposata (per esempio il figlio di Kuna avrà il cognome in Kunin, il figlio di Gana in Ganin).

### Religione
La maggior parte dei Bulgari è fedele alla Chiesa Ortodossa Bulgara, fondata nell'870 ed abolita due volte nel corso della storia: durante il periodo bizantino (1018—1185) e durante la dominazione ottomana (1396—1878). Nel 2001, la stima dei fedeli contava circa 6.552.000 membri in Bulgaria (82.6% della popolazione); a questi si aggiungono i bulgari all'estero (una cifra compresa fra uno e due milioni di persone).
A dispetto della Chiesa Ortodossa Bulgara come elemento unificatore per tutti i Bulgari, nel corso della storia numerosi piccoli gruppi si sono staccati da essa e si sono convertiti ad altre fedi, Nel XVI e nel XVII secolo gruppi di missionari della Chiesa Cattolica Romana convertirono i pauliciani dei distretti di Filippopoli e Svištov. Oggi vi sono circa 10.000 cattolici in Bulgaria ed altri 40.000 in Romania.
Tra il XV e il XVIII secolo, un grande numero di ortodossi bulgari furono convertiti all'Islam dagli Ottomani. I loro discendenti oggi formano la seconda più grande congregazione religiosa di Bulgaria. Nel 2001 c'erano circa 131.000 Bulgari Musulmani nella sola Bulgaria, 30.000 nelle prefetture di Xanthi e Rhodope, nel nord-est della Grecia, e circa 100.000 in Turchia, principalmente nella provincia di Edirne.
Il protestantesimo fu introdotto in Bulgaria da missionari statunitensi nel 1857. Il lavoro di questi ultimi continuò per tutta la seconda metà del XIX secolo e per parte del XX secolo. Nel 2001 si contavano circa 25.000 protestanti in Bulgaria.

### Simboli

Bandiera della Bulgaria

I simboli tradizionali della Bulgaria sono la bandiera e lo stemma.
La bandiera è rettangolare con tre colori: bianco, verde e rosso, posizionati orizzontalmente dalla parte superiore a quella inferiore. I campi sono della stessa forma e dimensione. I colori della bandiera hanno questo significato: bianco: pace; rosso: sangue; verde: natura. Simboleggiano il sangue versato dai soldati bulgari nel corso della storia.
Lo stemma della Bulgaria è il simbolo dell'indipendenza e della sovranità del popolo bulgaro, Rappresenta un leone rampante incoronato sullo sfondo rosso scuro di uno scudo. Al di sopra dello scudo vi è una corona modellata sulle corone dei re del secondo impero bulgaro, con cinque croci più una croce sulla sommità. Due leoni rampanti incoronati reggono lo scudo da entrambi i lati poggiandosi su due rami di quercia e sulla frase "L'unità fa la forza".
Sia la bandiera che lo stemma vengono spesso adoperati come simboli per varie organizzazioni politiche ed istituzionali bulgare.

## Dati sulla popolazione
1 Risultati del censimento più recente tenuto nelle varie regioni: Bulgaria (2001), Canada, Kazakhstan 1999, Russia (2002) Archiviato il 9 marzo 2012 in Internet Archive., Serbia e Montenegro (2002), Ucraina (2001), USA (2002).
2 Numero ufficiale dei cittadini bulgari: [ Copia archiviata (PDF), su statistik.at. URL consultato il 2 giugno 2008 (archiviato dall'url originale il 24 febbraio 2011). Austria], Germania, Grecia, Italia Archiviato il 30 aprile 2010 in Internet Archive. e Spagna. Queste cifre non includono individui di lingua bulgara senza nazionalità bulgara, eccetto per la Spagna.
3 Stime della Agency for Bulgarians Abroad per il numero di persone di etnia bulgara che vivono nella regione sulla base dei dati della polizia di frontiera bulgara, del Ministero del Lavoro Bulgaro e dei resoconti di associazioni di immigrati bulgari. Le cifre includono immigrati regolarizzati, immigrati non regolarizzati, studenti ed altre persone residenti in modo permanente fino al 2004.